# Kreditrationierung
Als Kreditrationierung wird im Bankwesen allgemein eine Rationierung von Krediten, speziell eine das selektive Kreditgeschäft behandelnde Banktheorie verstanden.

## Allgemeines
Auf dem Gütermarkt kann es in Krisen zur Rationierung kommen, wenn das Güterangebot mittelfristig niedriger ist als die Güternachfrage und somit eine Angebotslücke oder ein Nachfrageüberhang vorliegt. Da nicht alle knappen Güter sofort neu produziert werden können und deshalb auch durch Lieferengpässe im Handel Regallücken entstehen, funktioniert der Preismechanismus nicht mehr; es liegt eine Marktstörung vor, die der Staat durch Markteingriff mittels Rationierung zu beheben versucht.
Anders als auf dem Gütermarkt steht im Bankwesen auf dem Kreditmarkt jederzeit ein angemessenes Kreditangebot durch aktive Kreditschöpfung der Geschäftsbanken und der Zentralbank zur Verfügung. Das Kreditangebot kann nahezu unbegrenzt und sofort erhöht werden (siehe Geldschöpfungsmultiplikator). Die Kreditrationierung ist deshalb weder eine Angebotslücke noch ein Nachfrageüberhang, sondern auf künstliche Knappheit zurückzuführen. Kreditrationierung ist eine Situation, in der bei gegebenem Kreditzins eine Knappheit des Kreditangebots besteht, ohne dass es – bei einem höheren Kreditzins – zu einer Erhöhung des Kreditangebots kommen würde. Die Ressourcenallokation von Krediten wird durch eine Mengenrationierung herbeigeführt.

## Kreditmarkt
Die Mengenrationierung (Kreditrationierung im engeren Sinne) stellt ein spezifisches Merkmal des Kreditmarktes dar. Sie wird erforderlich, weil ein Nachfrageüberhang der Kreditnachfrage nicht mit einer Erhöhung des Kreditzinses beantwortet werden kann. Dieser Marktmechanismus würde jene Kreditnachfrager aus dem Markt treiben, bei denen ein niedriges Ausfall- oder Insolvenzrisiko vorhanden ist, während diejenigen Kreditnachfrager mit schlechter Bonität auch hohe Kreditzinsen zu zahlen bereit sind. Deshalb reagieren Kreditinstitute auf einen Nachfrageüberhang nicht mit höheren Kreditzinsen. Der Zins kann hierbei nicht die Preisfunktion der Selektion ausüben, bei der allgemein bei hohen Preisen nur Güternachfrager mit hohem Einkommen auftreten und Wirtschaftssubjekte mit niedrigem Einkommen nicht als Nachfrager in Betracht kommen werden.

## Kreditklemme
Eine Kreditklemme liegt vor, wenn weder der Kreditzins zu hoch noch die Bonität der Kreditnehmer zu schwach ist und diese beiden Faktoren nicht zur Verminderung des Kreditangebots führen. Obwohl es das Kreditangebot durch Refinanzierung der Kreditinstitute zuließe, halten sich die Institute bei der Kreditgewährung zurück, weil sie entweder eine Erhöhung des Kreditzinses abwarten oder ihre Bonitätsanforderungen erhöhen.

## Kreditrationierung

### Modelle
Die Kreditrationierung gehört zu den Banktheorien, die hierzu verschiedene Modelle entwickelt haben. Im Modell aus 1976 wird angenommen, dass zunächst die Zahlungsströme aus einem Standardkreditvertrag (Kreditzins und Tilgung: Schuldendienst) sicher sind. Die Kreditnehmer bestehen aus ehrlichen und unehrlichen Kreditnehmern und fragen Konsumkredite nach. Unehrliche verweigern die Rückzahlung des Kredits, wenn die von ihnen abhängigen Insolvenzkosten niedriger als der gesamte Schuldendienst sind. Der Kreditgeber kann zwischen beiden Typen nicht unterscheiden. Der Kreditgeber wird das Ausfallrisiko der Kreditnehmer durch eine Risikoprämie innerhalb der Kreditzinsen berücksichtigen.
Joseph E. Stiglitz befasste sich 1981 mit der Kreditrationierung als Ablehnung von Kreditanträgen, unter denen sich auch potenzielle Kreditnehmer mit guter Kreditwürdigkeit befinden. Es ist das Grundmodell der Kreditrationierung, das auf Moral Hazard und Adverse Selection (Informationsasymmetrie) beruht. Der Kreditzins erfüllt hier eine Anreiz- und Selektionsfunktion, wobei Kreditgeber und Kreditnehmer sich risikoneutral verhalten. Beide betreiben Gewinnmaximierung (Kreditgeber durch den Kreditzins, Kreditnehmer durch das mit dem Kredit finanzierte Investitionsprojekt).
Eine Erhöhung der Kreditzinsen hat sowohl Einfluss auf die Kreditnachfrage als auch auf die Qualität und Verhaltensweisen der Kreditnachfrager. Es werden Kreditnehmer mit unterschiedlicher Bonität angenommen, was sich in einem unterschiedlichen Kreditrisiko und Rating ausdrückt. Um die unterschiedlichen Kreditrisiken zu unterscheiden, wird der Risikoparameter Theta ({\displaystyle \theta }) eingeführt. Ein hoher Wert des Risikoparameters Theta bedeutet ein hohes Risiko. Dies drückt sich in der Wahrscheinlichkeit für niedrige Projekterträge aus, die bei hohem Theta hoch ist. Bei jedem vorgegebenen Kreditzins, den die Bank verlangt, gibt es einen kritischen Wert des Risikoparameters Theta, ab welchem die Kreditnehmer nur noch Projekte finanzieren, die den optimalen Risikowert, d. h. Theta*, übersteigen. Es gibt folglich einen optimalen Kreditzins. Kreditnehmer finanzieren nur Projekte mit Risikoparametern, welche das kritische Theta übersteigen. Steigt der Kreditzins, so steigt dadurch auch der optimale Risikowert (das kritische Theta). Der erwartete Ertrag der Bank aus dem Kreditgeschäft ist umso geringer, je riskanter die finanzierten Projekte sind. Risikoerhöhung bedeutet für den Kreditgeber einen geringeren erwarteten Rückzahlungsbetrag pro Kreditnehmer.
Jaffee/Stiglitz begrenzten 1990 die „reine“ Kreditrationierung (englisch pure credit rationing) auf den Fall, dass von Kreditnachfragern, die alle zu denselben Kreditkonditionen zur Kreditaufnahme bereit sind, vom Kreditgeber selektiv einige Kreditnachfrager bedient werden und andere nicht. Ausgeschlossen sind mithin die Fälle der Preisrationierung und der Rationierung aufgrund unterschiedlicher Einschätzungen (englisch divergent views rationing). Preisrationierung würde bedeuten, dass bei hohem Kreditzins einige Kreditnachfrager (wegen sich erhöhendem Zinsaufwand) nicht mehr bereit und in der Lage sind, den Kredit aufzunehmen. Unterschiedliche Einschätzungen liegen vor, wenn einige Kreditnachfrager keinen Kredit zu dem Kreditzins erhalten, den sie für sich und ihre eigene Risikoeinschätzung für angemessen halten. Bei der Preisrationierung wird auch untersucht, wie asymmetrische Informationen zwischen Kreditnachfragern und Kreditgebern auf die Anpassung von Kredit- und Habenzinsen auf eine Veränderung des Geldmarktzinses wirkt.

### Arten
Unterschieden wird zwischen mehreren Arten:
- Kreditrationierung aufgrund administrativer Maßnahmen: Die Preisobergrenze für den Kreditzins und das Kreditvolumen, die unterhalb des markträumenden Zinsniveaus liegt, wird gesetzlich vorgegeben.[12] Zwischen Januar 1937 und April 1967 wurden in Deutschland die Sollzinsen in einer „Zinsverordnung“ mit einem Höchstpreis festgelegt, der nicht unterschritten werden durfte.
- Kreditrationierung aufgrund unterschiedlicher Einschätzung: Einige Kreditnehmer werden von den Kreditgebern als nicht kreditwürdig eingeschätzt und erhalten keinen Kredit.[13] Ursache ist die Kreditwürdigkeitsprüfung, die zu einer Selektion der Kreditrisiken beitragen soll.
- Kreditrationierung durch Ausschluss einer Risikoklasse (englisch redlining): Kann der Kreditgeber durch die vorgesehene Kreditgewährung den vom Kreditgeber kalkulierten Mindestertrag nicht erreichen, wird er die in einer bestimmten Risikoklasse befindlichen Kreditnehmer ablehnen.[14] Das geschieht durch Ratings, bei denen Antragsteller mit einer Ratingstufe ab „Kreditablehnung“ (englisch Non-investment grade) keinen Kredit erhalten.
- Preisrationierung: Der Kreditzins steigt mit der Höhe des Kreditbetrags.[15] Damit wird die im Kreditzins enthaltene Risikoprämie an den steigenden Kreditbetrag angepasst.
- Reine Kreditrationierung: Einige potenzielle Kreditnehmer erhalten Kredit zu einem gegebenen Kreditzins, andere werden dagegen gleichzeitig abgewiesen, obwohl auch sie bereit wären, diesen Zinssatz zu zahlen.[16]

## Modell von Stiglitz/Weiss

### Grundmodell
Annahmen
Als Variablen stehen zur Verfügung:
- {\displaystyle K} ist der Kreditbetrag,
- {\displaystyle r} ist der Kreditzins, der von der Bank verlangt wird,
- {\displaystyle C} ist der Wert der Kreditsicherheiten,
- {\displaystyle R} ist die vereinbarte Rückzahlung in Höhe von {\displaystyle (1+r)\cdot K}.

Strukturannahmen
- Kreditgeber und Kreditnehmer sind risikoneutral.
- Die Verteilung der Kreditnehmerqualitäten ist bekannt. Der Kapitalgeber kann diese aber nicht individuell beobachten.
- Die Qualität der Kreditnehmer ist abhängig von der Verteilung der Projekterträge {\displaystyle f(y,\theta )}, wobei {\displaystyle \theta } die Streuung der Erträge beschreibt.
- Alle Projekte haben den gleichen Erwartungswert, aber unterschiedliche Streuung {\displaystyle \theta }.
- Für den Kredit wird ein Rückzahlungsbetrag {\displaystyle R} vereinbart: {\displaystyle R=(1+r)K} sowie Sicherheiten in Höhe von {\displaystyle C} für den Ausfall des Kreditnehmers festgelegt.

### Gewinnfunktion des Kreditnehmers
Der Gewinn des Kreditnehmers ist das Maximum aus Projektertrag abzüglich der vereinbarten Rückzahlung und dem Negativbetrag der Sicherheit:
{\displaystyle \max(y-R,-C)}.
Der Kreditnehmer macht Verlust in Höhe der Sicherheit, solange der Projektertrag kleiner ist als der verzinste Kreditbetrag abzüglich der Sicherheit. Übersteigt der Projektertrag diesen Wert, so kommt der Kreditnehmer auch in die Gewinnzone, die abhängig vom Projektertrag unbegrenzt ist.

### Ertragsfunktion des Kreditgebers
Der Ertrag des Kreditgebers ist das Minimum aus der vereinbarten Rückzahlung und der Summe aus Projektertrag und Sicherheit:
{\displaystyle \min(R,y+C)}.
Die Ertragsfunktion des Kreditgebers beginnt mit einem Betrag in Höhe der Kreditsicherheit bei einem Projektertrag in Höhe von Null. Sie steigt dann mit dem Projektertrag an, bis der vereinbarte Rückzahlungsbetrag erreicht ist. Darüber bleibt der Rückzahlungsbetrag konstant.

### Mechanismus
Eine Erhöhung der Preise hat sowohl Einfluss auf die Nachfrage als auch auf die Qualität und Verhaltensweisen der Nachfrager.
Risikoparameter
Es werden Kreditnehmer mit unterschiedlicher Qualität angenommen. Dies drückt sich in einem unterschiedlichen Projektrisiko aus, welches sich anhand der Verteilung der Projekterträge ablesen lässt. Um die unterschiedlichen Projektrisiken zu unterscheiden, wird der Risikoparameter Theta eingeführt. Ein hoher Wert des Risikoparameters Theta bedeutet ein hohes Risiko. Dies drückt sich in der Wahrscheinlichkeit für niedrige Projekterträge aus, die bei hohem Theta hoch ist.
Kritischer Zins
Bei jedem vorgegebenen Kreditzins, den die Bank verlangt, gibt es einen kritischen Wert des Risikoparameters Theta, ab welchem die Kreditnehmer nur noch Projekte finanzieren, die den optimalen Risikowert, d. h. Theta *, übersteigen. Es gibt folglich einen optimalen Zins.
Kreditnehmer finanzieren nur Projekte mit Risikoparameter, welche das kritische Theta übersteigen. Steigt der Kreditzins, so steigt dadurch auch der optimale Risikowert (das kritische Theta).
Ertrag
Der erwartete Ertrag der Bank aus dem Kreditgeschäft ist umso geringer, je riskanter die finanzierten Projekte sind. Risikoerhöhung bedeutet für den Kreditgeber einen geringeren erwarteten Rückzahlungsbetrag pro Kreditnehmer.

### Ergebnisse
- Für jeden Kreditzinssatz {\displaystyle r} existiert ein kritischer Wert des Risikoparameters. Von da ab werden nur noch Projekte finanziert, die riskanter sind als der Schwellenwert.
- Mit der schrittweisen Erhöhung des Zinssatzes {\displaystyle r}
  - steigt die erwartete Rückzahlung für den Kapitalgeber,
  - steigt aber auch der kritische Schwellenwert des Risikoparameters, was zu adverser Selektion oder Moral Hazard führen kann.

Ab einem optimalen Kreditzins führt eine weitere Erhöhung zu Ertragsverlusten (Effekt 2 dominiert). Von da an lohnt es sich nicht mehr für die Bank, Kreditzinsen zu erhöhen. Sie schränkt das Kreditangebot ein (Kreditrationierung).

## Funktionen der Kreditrationierung
Auf unvollkommenen Märkten kann Kreditrationierung sinnvoll sein. Mögliche Gründe sind
- Adverse Selektion: Durch eine Senkung des Kreditzinses verbessert sich die durchschnittliche Qualität der Kreditnehmer (Qualitätsunsicherheit). Ein Projekt wird nur dann durchgeführt, wenn bei gegebenem Zins der erwartete Gewinn positiv ist.
- Moral Hazard: Durch die Senkung des Kreditzinses sehen sich die Kreditnachfrager veranlasst, das Risiko ihres Projektes zu verringern (Verhaltensunsicherheit, ex-interim Unsicherheit).
- ex-post-Unsicherheit: Die Wirkung der Zinssenkung auf den Bankertrag kann durch den adversen Selektionseffekt mehr als ausgeglichen werden.

## Wirtschaftliche Aspekte
Auf den Geld- und Kapitalmärkten ist zu beobachten, dass im Falle restriktiverer Maßnahmen der Geldpolitik durch Zentralbanken (etwa Leitzinserhöhung, Mindestreserveerhöhung) über einer Verminderung der Kreditwürdigkeit von Kreditnehmern (beispielsweise durch Wertminderungen bei beliehenen Wertpapieren und Immobilien) die Kreditrisiken im Kreditportfolio der Banken steigen. Adverse Selektion und Moral Hazard – bedingt durch Informationsasymmetrien zwischen Kreditnehmern und Kreditgebern – könnten Banken dann veranlassen, anstelle von Zinserhöhungen eine Kreditrationierung oder Kreditklemme mit kontraktiven Folgen für die gesamtwirtschaftliche Nachfrage vorzunehmen.